# 社會鑲嵌
嵌入性（英語：embeddedness）是經濟社會學裡一個重要的概念，泛指經濟活動受到非经济制度的约束。它最早由卡尔·波兰尼提出，經馬克·格蘭諾維特進一步闡釋而成為新经济社会学裡一個常用的關鍵概念。
社會學之所以要提出社會鑲嵌的概念，主要是因為一直以來經濟活動被認為是理性化主導的領域，特別是現代資本主義市場經濟。但社會學者發現，非理性化的認知、人際牽絆、社會約定俗成或隱而不宣的習慣、法律規範等，都會影響我們的經濟決策跟行為，對經濟組織與國家經濟的面貌產生深遠的影響。这表明古典經濟學或新自由主義經濟學所主張的供需法則及自我利益最大化并不能決定一切。
沙朗·佐金与保羅·迪馬喬曾進一步細分經濟活動的四種鑲嵌：認知、文化、結構与政治。行為經濟學發現，要了解經濟決策跟市場動態必須考慮人類認知上的許多偏見和非理性的預期，理性計算很多時候會被動物性的非理性直覺所限制，這就是所謂的認知鑲嵌。至於文化鑲嵌，可以以所謂的儒家資本主義或東亞經濟發展模式為例，不同的文化背景提供了不同的價值與行為意義，影響了管理、交易跟消費等經濟層面。結構鑲嵌即是马克·格蘭諾維特所指出的經濟活動為人際網絡（interpersonal network）所架構。舊蘇聯、東歐跟中國由計劃經濟過渡到市場經濟的過程為政治鑲嵌的最好例子。